# Selles-Saint-Denis
Selles-Saint-Denis é uma comuna francesa na região administrativa do Centro, no departamento Loir-et-Cher. Estende-se por uma área de 49,96 km². Em 2010 a comuna tinha 1 367 habitantes (densidade: 27,4 hab./km²).